# 1971 à Terre-Neuve-et-Labrador
Chronologie de Terre-Neuve-et-Labrador
- 1967
- 1968
- 1969
- 1970
- 1971
- 1972
- 1973
- 1974
- 1975

Cette page concerne des événements d'actualité qui se sont produits durant l'année 1971 dans la province canadienne de Terre-Neuve-et-Labrador.

## Politique
- Premier ministre : Joseph Smallwood
- Chef de l'Opposition :
- Lieutenant-gouverneur :
- Législature :

## Événements
- 28 octobre : Élections générales terre-neuviennes de 1971.

## Naissances
- 8 janvier : Darren Langdon (né à Deer Lake) est un joueur professionnel de hockey sur glace canadien[1].